# 第3軍 (日本軍)
第3軍（だいさんぐん）は、大日本帝国陸軍における軍の一つ。
第3軍は日露戦争に当って1904年（明治37年）5月に編成されたものと、日中戦争期の1938年（昭和13年）1月に編成されたものとに分かれる。前者は乃木希典大将が指揮した部隊で、満洲軍に所属し日露戦争の終結とともに解隊された。後者は関東軍の指揮下にあって太平洋戦争（大東亜戦争）後解隊された。

## 日露戦争における第3軍
日露戦争において1904年（明治37年）5月29日に編成され、旅順攻囲戦後、奉天会戦に加わり、戦後の1906年（明治39年）1月26日に解散した。

### 第3軍の人事
- 司令官
  - 乃木希典 大将
- 参謀長
  - 伊地知幸介 少将( - 1905年1月)
  - 小泉正保 少将 (1905年1月)
  - 松永正敏 少将 (1905年1月 - 3月)
  - 一戸兵衛 少将 (1905年3月 - )
- 砲兵部長 豊島陽蔵 少将
- 工兵部長 榊原昇造 少将
- 経理部長 吉田丈治
- 軍医部長 落合泰蔵
- 参謀副長
  - 大庭二郎 ( - 1905年1月)
  - 河合操 (1905年1月 - )
- 作戦参謀 白井二郎
- 情報参謀 山岡熊治
- 兵站参謀 井上幾太郎
- 参謀 津野田是重
- 参謀 安原啓太郎
- 参謀 菅野尚一
- 高級副官
  - 吉岡友愛
  - 塚田清市
- 管理部長 渡辺満太郎
- 兵站監
  - 古谷安民
  - 小畑蕃
- 兵站参謀長
  - 藤井幸槌 中佐
  - 竹島音次郎

### 最終の所属部隊
- 第1師団
  - 歩兵第1旅団
  - 歩兵第2旅団
- 第7師団
  - 歩兵第13旅団
  - 歩兵第14旅団
- 第9師団
  - 歩兵第6旅団
  - 歩兵第18旅団
- 騎兵第2旅団
- 野戦砲兵第2旅団
- 後備歩兵第15旅団
- 旅順要塞司令部

## 日中戦争における第3軍
日中戦争における第3軍は、第1方面軍の指揮下、主に満洲東部、日本本国（植民地朝鮮。現・朝鮮民主主義人民共和国）およびソ連と国境を接する間島省琿春県正面の守備に当っていた。
| 司令官         | 陸士 | 期間                                                   |
| -------------- | ---- | ------------------------------------------------------ |
| 山田乙三中将   | 14期 | 1938年（昭和13年）1月8日 - 1938年（昭和13年）12月10日  |
| 多田駿中将     | 15期 | 1938年（昭和13年）12月10日 - 1939年（昭和14年）9月12日 |
| 尾高亀蔵中将   | 16期 | 1939年（昭和14年）9月12日 - 1941年（昭和16年）3月1日   |
| 河辺正三中将   | 19期 | 1941年（昭和16年）3月1日 - 1942年（昭和17年）8月17日   |
| 内山英太郎中将 | 21期 | 1942年（昭和17年）8月17日 - 1944年（昭和19年）2月7日   |
| 根本博中将     | 23期 | 1944年（昭和19年）2月7日 - 1944年（昭和19年）11月22日  |
| 村上啓作中将   | 22期 | 1944年（昭和19年）11月22日 - 終戦                      |

| 司令官         | 陸士 | 期間                                                   |
| -------------- | ---- | ------------------------------------------------------ |
| 中村明人少将   | 22期 | 1938年（昭和13年）1月20日 - 1938年（昭和13年）4月14日  |
| 鈴木貞一少将   | 22期 | 1938年（昭和13年）4月14日 - 1938年（昭和13年）12月10日 |
| 前田正実少将   | 25期 | 1938年（昭和13年）12月10日 - 1940年（昭和15年）3月9日  |
| 上村利道少将   | 22期 | 1949年（昭和15年）3月9日 - 1941年（昭和16年）4月1日    |
| 沼田多稼蔵中将 | 24期 | 1941年（昭和16年）4月1日 - 1942年（昭和17年）7月1日    |
| 土居明夫少将   | 29期 | 1942年（昭和17年）7月1日 - 1943年（昭和18年）3月11日   |
| 高嶋辰彦少将   | 30期 | 1943年（昭和18年）3月日 - 1944年（昭和19年）12月16日   |
| 池谷半二郎大佐 | 33期 | 1944年（昭和19年）12月16日 - 終戦                      |

### 最終司令部構成
- 司令官：村上啓作中将
- 参謀長：池谷半二郎少将
- 高級参謀：細川直知中佐
- 高級副官：広瀬三郎中佐
- 兵器部長：南義人少将
- 経理部長：矢野誠一主計少将
- 軍医部長：新田太郎軍医少将
- 獣医部長：杉浦陳重獣医中佐

### 所属部隊
| - 第9師団 - 第12師団 - 第1国境守備隊 (東寧要塞) - 第1国境守備隊第1地区隊 - 第1国境守備隊第1地区隊歩兵隊 - 第1国境守備隊第1地区隊砲兵隊 - 第1国境守備隊第2地区隊 - 第1国境守備隊第2地区隊歩兵隊 - 第1国境守備隊第2地区隊砲兵隊 - 第1国境守備隊第3地区隊 - 第1国境守備隊第3地区隊歩兵隊 - 第1国境守備隊第3地区隊砲兵隊 - 第1国境守備隊第4地区隊 - 第1国境守備隊第4地区隊歩兵隊 - 第1国境守備隊第4地区隊砲兵隊 - 第7砲兵司令部 - 砲兵情報第2連隊 - 独立山砲兵第4連隊 - 野戦重砲兵第4連隊 - 野戦重砲兵第9連隊 - 野戦重砲兵第22連隊 - 重砲兵第2連隊 - 重砲兵第3連隊 - 東寧重砲兵連隊 - 独立重砲兵第1大隊 - 独立重砲兵第2大隊 - 独立重砲兵第4大隊 - 独立重砲兵第6大隊 - 独立重砲兵第7大隊 - 独立臼砲第11大隊 - 独立臼砲第12大隊 - 独立臼砲第13大隊 | - 第79師団 - 第112師団 - 第127師団 - 第128師団 - 独立混成第132旅団：鬼武五一少将 - 羅津要塞司令部：瀬谷啓中将 - 羅津要塞砲兵隊 - 混成第101連隊：山内静雄大佐 - 陸軍病院 - 関東第22（暉春）：福山正明軍医大佐 - 関東第23（東寧）：鈴木清軍医大佐 - 関東第28（延吉）：明渡侃治軍医大佐 - 関東第30（老黒山）：路次徳一軍医大佐 - 関東第64（敦化）：増沢武男軍医中佐 - 関東第65（東寧） - 関東第67（東寧）：林政美軍医少佐 砲兵部隊 - 重砲兵第2連隊（阿城）：井上敏助大佐 - 重砲兵第3連隊（阿城）：平岡正夫中佐 - 東寧重砲兵連隊：渡辺馨大佐 - 独立重砲兵第2中隊 - 独立重迫撃砲第1中隊 特設警備隊 - 特設警備第460大隊 - 特設警備第623中隊 - 特設警備第651中隊 兵站部隊 - 電信第55連隊 - 独立自動車第113大隊 - 独立輜重兵第52大隊：佐久間鉄次郎少佐 - 第13兵站衛生隊 - 第9患者輸送隊 - 第97兵站病院 補給廠 - 第15軍馬防疫廠：早坂正雄獣医中佐 - 第15野戦兵器廠 - 第16野戦自動車廠 - 第16野戦貨物廠：中原英吾主計中佐 - 第20野戦兵器廠 - 第20野戦自動車廠：宮田留一少佐 - 第20野戦貨物廠：清水恂主計中佐 |